# Johann Simonis

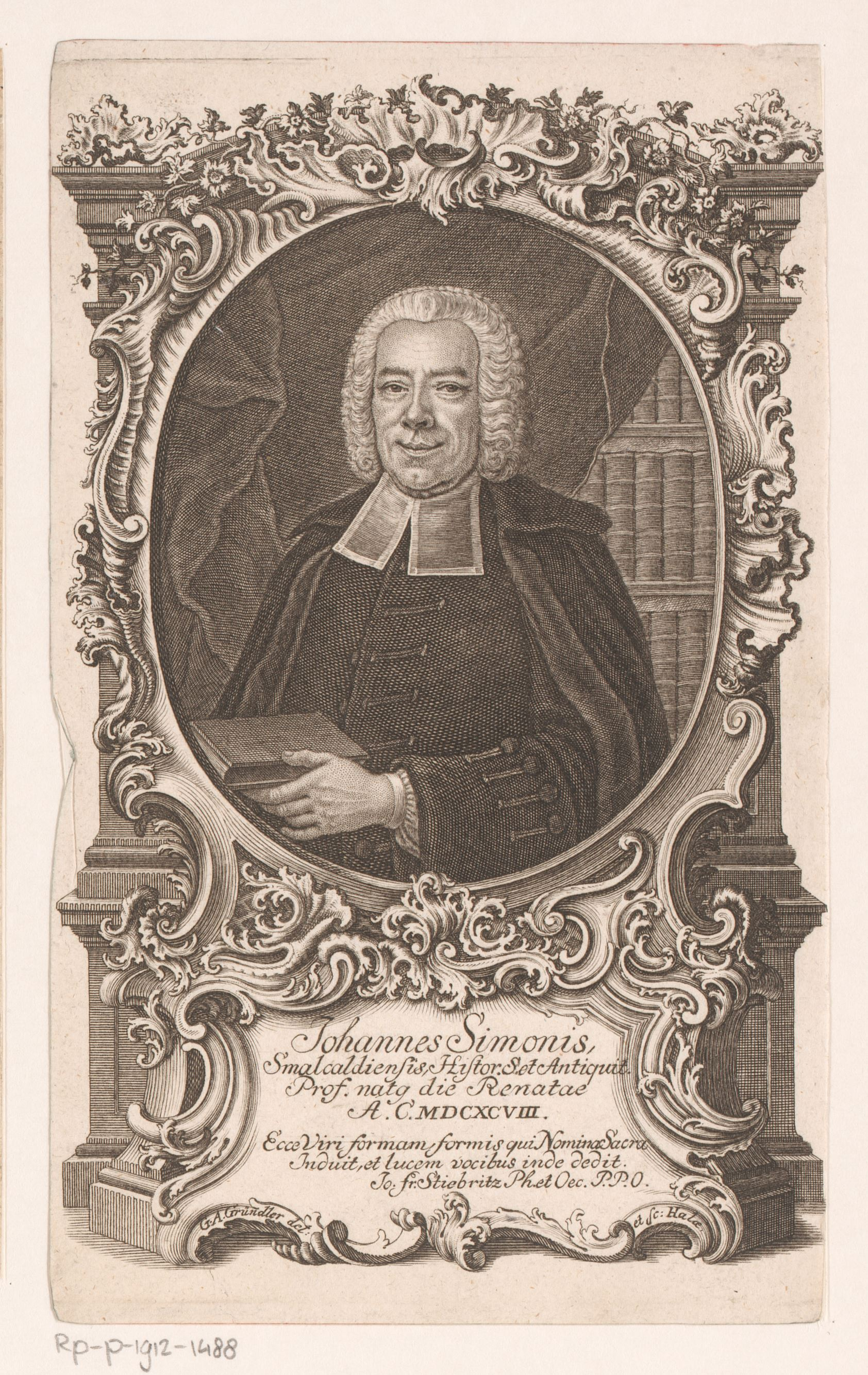
Johann Simonis

Johann Simonis (* 10. Februar 1698 in Drusen; † 2. Januar 1768 in Hoyersdorf) war ein deutscher evangelischer Theologe und Orientalist.

## Leben
Der Sohn eines Landmanns hatte auf der Dorfschule seines Geburtsorts die erste Ausbildung erhalten. Danach besuchte er die Stadtschule in Schmalkalden, wo er ein Interesse für die alten Sprachen entwickelte. 1718 immatrikulierte sich an der Universität Halle, sicherte sich seinen Unterhalt als Hauslehrer und widmete sich dem Studium der Theologie. Dabei wirkte vor allem der Unterricht von Johann Heinrich Michaelis in der arabischen Sprache und Christian Benedikt Michaelis im Äthiopischen auf seine Entwicklung.
1721 fand er an dem reformierten Gymnasium in Halle eine Stelle als Adjunkt des Subrektors, wurde 1723 selbst Subrektor, übernahm damit die Inspektion des Konviktoriums und wurde 1739 Konrektor der Lehranstalt. Während jener Zeit hatte er sich durch verfasste Schriften einen Namen gemacht, welche sich vorzüglich mit orientalischen Sprachforschungen beschäftigen. Zu diesem Zweck hatte er die öffentlichen und Privatbibliotheken, besonders die Büchersammlung des Hallischen Waisenhauses benutzt. 1744 übernahm er die ordentliche Professur der Kirchengeschichte und der Altertümer auf der Universität Halle. Auf einer Reise nach Hoyersdorf, die er bei großer Kälte zu Weihnachten 1767 unternommen hatte, wurde in ihm ein heftiges Fieber auslöst, woran er verstarb.

## Wirken
Seine Vorlesungen umfassten die Kirchengeschichte des Alten und Neuen Testaments, hebräische, griechische und römische Altertumskunde, die Erklärung des Homer, der Psalmen, verbunden mit grammatikalischem Unterricht, besonders im Arabischen und Samaritanischen. Sein Hauptruhm als Schriftsteller gründet sich auf. seine orientalischen Sprachforschungen. Am bekanntesten war Simonis durch sein 1756 in lateinischer Sprache herausgegebenes hebräisches und chaldäisches Lexicon, das wiederholt aufgelegt, und zuletzt 1793 von Eichhorn neu herausgegeben wurde.

## Werke
- Tabulae XIV in linguam sanctam; adiuncta est appendix, quae vicem commentarii grammatici supplere potest. Halle 1725
- Exercitatio critica, qua trium vocum Hebraicarum significatio disquiritur. Halle 1731
- Arcanum formarum nominuro Hebraeae linguae, sive de significatione formali tractatus philologicus, quo nominum Hebraeae linguae significationes ex ipsorum formis eruuntur et illustrantur, sacroque veteris Testamenti textui atque adeo universae linguae original nova lux accenditur. Pars prior de nominibus nudis, Halle1735, Pars altera de nominibus auctis. Accedunt appendix de participiis Benonim nominaliter usurpatis, nominibus animalíum, peregrinis et compositis, exercitatio philologica, qua usus significationis formalis in enucleandis vocibus difficilioribus demonstratur, indices necessarii in utramque partem. Halle 1732
- Onomasticum veteris Testamenti, sive Tractatus philologicus, quo nomina veteris Testamenti propria ad appellativorum analogiam reducta ex originibus et formis suis explicantur, cum aliarum gentium nominibus conferuntur, impositionis ratio, quantum fieri potuit, ubique ostenditur, atque adeo linguae originali nova lux affunditur; accedit Appendix continens spicilegium observationum et additionum ad arcanum formarum nominum Hebraicorum. Halle 1741
- Progr. de grammatica et mythologica significatione vocis Thammuz. Halle 1744. 4. Auch bei seinem Onomastico N. T.
- Biblia Hebraica manualia, ad optimas quasque editiones recensita, atque cum brevi lectionum masorethicarum resolutione atque explicatione, ut et cum Dictionario omnium vocum V. T. Hebraicarum et Chaldaicarum, in usum studiosae iuventutis edita. Halle1751 Editio secunda emendatior. Halle 1766. 8 mai. Der Titel des erfien Anhangs ifi : Dictionarium veteris Testamenti Hebraeo – Chaldaicum, ut cum BibliisHebraicis manualibus compingi queat, hac forma editum; des andern aber: Analyíls et explicatio lectionum masorethicarum Kethibhan et Krijan vulgo dictarum, ea forma, qua illae in, textu sacro exstant, ordine alphabetico digesta, inque usum Studiosae iuventutis edita.
- Introductio grammatico – critica in linguam Graecam, qua de linguae illius origine et antiquitate, natura, fatis ac subsidiis, de praecipuis grammaticae Graecae momentis, lingua et textu novi Testamenti Graeco, de versionibus denique veteris Testamenti Graecis disseritur. Halle 1752
- Introductio grammatico – critica in linguam. Hebraeam. Halle 1753
- Lexicon manuale Hebraicum et Chaldaicum, in quo omnium textus sacri veteris Testamenti vocabulorum Hebraicorum et Chaldaicorum significatus secundum. primitivorum et derivatorum ordinem explicantur. Halle. I 756
- Editio altera., priori longe auctior, cui accessit Vita b. Auctoris. (Curante Joh. Ludovico Schulzio,) Halle 1771 Die Lebensbeschreibung ißt von Samuel Mursinna. Editio tertia quam recensuit, emendavit, auxit J. G, Eichhorn. Halle 1793
- Onomasticum novi Testamenti et librorum veteris Testamenti apocrypharum ; sive Tractatus philologicus, qua nomina propria, novi Testamenti et librorum apocryphorum veteris Testamenti ex ipsorum originibus et formis explicantur; cum biga dissertationum deThammuz, et de usu itinerariorum orientalium. Halle 1762
- Observationes lexicae in suppleinentum Lexici Hebraici manualis editae. Halle 1763
- Lexicon manuale Graecum, in; quo omnium textus sacri novi Testamenti Graeci vocabulorum significatus generales et speciales proprii item et improprii explicantur, optima quaevis ex aliis Lexicis virorumque doctorum observationibus collecta exhibentur, primitivorum etyma ex linguis orientalibus restituuntur, integrae phrases illustrantur, nominum derivatorum discriinen ex ipsorum formis, ut et praepositionum via. in compositis accurate definitur, omnium ternporum verborum exempla adducuntur, variae observationes grammaticae hinc inde intersperguntur, anomaliae, quantum fieri potuit, ad analogiam, reducuntur, multisque adeo vocibus locisque obscuria lux affunditur. Halle 1766
- Schreiben an den Hochedelgeb. und Hocbgelahrten Hrn. Professor Joh. Ludewig Schulze. Halle 1766

### Herausgeberschaften
- Jo. Leuedeni Compendium Graecum novi Testamenti, continent ex 7959 versiculis totius N, Test, tantum versiculos 1900, non tamen integros, in quibus omnes universi N. Testamenti voces una cura versione Latina et Syllabo analytico. inveniuntur. Accesserunt significationes vocum Latinae, ac Themata, tum proxima, quam remota, Syllabo analytico subiuncta, ut et Index, Graecus alphabeticus. omnium vocum novi Testamenti cum, annotatione locorum, ubi exstant. Leipzig 1735
- Jacobi Altingii Synopsis institutionum Chaldaicarum, cum, annotationibus Joh. Simonis. Halle 1749
- Jo. Adolphi Turretini Compendium historiae ecclesiasticae a Christo nato usque ad annum MDCC ; cum continuatione ad praesens usque tempus editum etc. Halle 1750, 8. Editia secunda. Halle 1765
- Vorlesungen über die Christlichen Altertümer, nach Anleitung D. S. J. Baumgarten's. Breviarii Antiquitatum Christianarum, mit einer Vorrede, Lebensbeschreibung dea Verfassers und einigen Anmerkungen herausgegeben von Samuel Mursinna, der Theol. öffentl, Lehrer und des Gymnasii illustri in Halle Ephorus. Halle 1769
- Vorlesungen über die Jüdischen Alterthümer, nach Anleitung Hadrian Reland's Antiquitatum sacrarum veterum Hebraeorum; mit einer Vorrede und einigen Anmerkungen herausgegeben von Sam, Mursinna u. s. w. Halle, 1769